# Какс (река)
Какс (устар. Кака) — река в России, протекает по Верхошижемскому и Советскому районам Кировской области. Устье реки находится в 15 км от устья Ишети по правому берегу. Длина реки составляет 17 км.
Исток реки юго-западнее села Зониха. Река течёт на юг, в среднем течении на реке находится деревня Вахонины. Впадает в Исеть восточнее деревни Суводь.

## Данные водного реестра
По данным государственного водного реестра России, Какс относится к Камскому бассейновому округу. Водохозяйственный участок реки — Вятка от города Котельнич до водомерного поста посёлка городского типа Аркуль. Речной подбассейн Какса — Вятка, речной бассейн — Кама.
Код объекта в государственном водном реестре — 10010300412111100037631.